# 클라라 헨리
클라라 헨리(Clara Henry, 1994년 4월 9일 ~ )는 스웨덴의 블로거, 진행자, 코메디언이자 작가이다.